# Lou Hudson
Louis Clyde Hudson (11 de julho de 1944 - 11 de abril de 2014) foi um jogador de basquete da National Basketball Association (NBA) que foi selecionado seis vezes para o All-Star Game. Ele marcou 17.940 pontos em 13 temporadas da NBA (1966–1979).

## Primeiros anos
"Sweet" Lou Hudson se formou em 1962 na James B. Dudley High School em Greensboro, Carolina do Norte, onde foi atleta de quatro esportes. Hudson era quarterback, jogador de primeira base de Beisebol e fazia Atletismo, além de jogar basquete.
“Lou sintetizou o atletismo”, disse o colega de equipe de Dudley, Charlie Sanders, que seguiu para uma carreira no Hall da Fama da National Football League. "Futebol Americano. Basquetebol. Beisebol. Atletismo. Ele poderia fazer tudo e ele poderia fazer tudo bem. Ele foi o único cara que foi fundamental na minha busca pelo atletismo. Quando vi Lou Hudson, decidi que queria ser como ele.” Sanders mais tarde seguiu Hudson para a Universidade de Minnesota.

## Carreira universitária
Hudson passou a fazer parte da primeira turma de recrutamento de negros em Minnesota, quando ele, Archie Clark e John Yates se matricularam na Universidade de Minnesota em 1964. Ele também foi recrutado pela Carolina do Norte e pelo treinador Dean Smith. Hudson planejava ir para a North Carolina A&T, uma faculdade historicamente negra. A Universidade de Minnesota então ofereceu uma bolsa de estudos a Hudson, e o técnico da Carolina do Norte “me disse que eu deveria aproveitar esta oportunidade para fazer história, que eu era bom o suficiente para isso”, disse Hudson ao The Charlotte Observer em 2009. "E ele estava certo."
Hudson fez sua estreia no time em 1963-64, causando um impacto imediato, com uma média de 18,1 pontos para liderar a equipe e 8,0 rebotes, jogando ao lado do companheiro de equipe Archie Clark. Minnesota terminou com um recorde de 17-7 sob comando do treinador do Hall da Fama, John Kundla.
Em 1964-65, Hudson teve uma média de 24,8 pontos e 10,7 rebotes. Ele foi nomeado para a Primeira-Equipe da Big Ten. Minnesota terminou com um recorde de 19-5 e ficou em segundo lugar na Big Ten Conference, atrás de Michigan.
Hudson quebrou a mão em 1965-66 e perdeu sete jogos. Ele disputou 17 partidas com a lesão e levou os Golden Gophers a um recorde de 14-10 com média de 19,8 pontos e 8,1 rebotes. Ele fez isso arremessando com a mão esquerda e com a mão direita engessada.
Hudson teve média de 20,4 pontos e 8,9 rebotes em 65 jogos da carreira em Minnesota, totalizando 1329 pontos e 576 rebotes.

## Carreira na NBA

### St Louis Hawks (1966-1968)
Depois de estrelar na Universidade de Minnesota, Hudson foi selecionado pelo St. Louis Hawks como a quarta escolha do Draft da NBA de 1966. Em uma homenagem ao seu atletismo, Hudson foi selecionado pelo Dallas Cowboys como um wide receiver com sua escolha final no Draft da NFL de 1966.
Hudson teve uma longa e bem-sucedida carreira na NBA. Ele foi nomeado para o NBA All-Rookie Team de 1967 após ter uma média de 18,4 pontos, 5,4 rebotes e 1,2 assistências em sua primeira temporada com o St. Louis Hawks. Ele jogou ao lado dos companheiros de equipe do Naismith Basketball Hall of Fame, Lenny Wilkins, Zelmo Beaty, Richie Guerin e Rod Thorn, bem como Bill Bridges, Joe Caldwell e Paul Silas, enquanto os Hawks avançavam para as finais da Divisão Oeste, onde perderam por 4-2 para o San Francisco Warriors, apesar de Hudson ter uma média de 20,7 pontos na série. Hudson tinha anteriormente uma média de 26,3 pontos na série de playoffs.
Na temporada de 1967-68, Hudson disputou apenas 46 partidas, por dever militar, com média de 12,5 pontos.

### Atlanta Hawks (1968-1977)
Hudson voltou à forma na temporada de 1968-69, com médias de 21,9 pontos, 6,6 rebotes e 2,7 assistências para os Hawks, em sua primeira temporada após se mudar de St. Louis para Atlanta. Hudson tem a distinção de marcar a primeira cesta de todos os tempos do Atlanta Hawks no Alexander Memorial Coliseum em Atlanta. Hudson fez sua primeira participação no All-Star Game da NBA em 1969. Os Hawks terminaram com um recorde de 48-34 e derrotou o San Diego Rockets por 4-2 nos playoffs, antes de cair para o Los Angeles Lakers por 4-1 nas finais da Divisão Oeste. Hudson teve uma média de 22,8 pontos na série contra os Rockets e 21,0 pontos, 5,4 rebotes e 4,4 assistências na série contra os Lakers.
Hudson teve uma média de pelo menos 24 pontos por jogo durante cinco temporadas consecutivas, começando na temporada de 1969-70.
Na temporada de 1969-70, Hudson teve uma média de 25,4 pontos, 4,7 rebotes e 3,5 assistências, fazendo sua segunda participação no All-Star Game da NBA. Os Hawks terminaram com um recorde de 48-34, vencendo a Divisão Oeste. Os Hawks derrotou o Chicago Bulls por 4-1 nos playoffs da Divisão Oeste, antes de perderem por 4-0 para os Lakers nas finais da Divisão Oeste. Hudson teve médias de 26,4 pontos, 4,2 rebotes e 2,2 assistências na vitória da série contra os Bulls. Contra os Lakers, com Jerry West, Wilt Chamberlain e Elgin Baylor, Hudson teve médias de 16,3 pontos, 4,8 rebotes e 5,5 assistências. Hudson marcou um recorde de carreira (e recorde da franquia) de 57 pontos contra o Chicago Bulls em 10 de novembro de 1969 em uma vitória de 133-132.
Hudson foi selecionado para o All-Star Game, com média de 26,8 pontos, 5,1 rebotes e 3,4 assistências na temporada de 1970-71, enquanto jogava na quadra de defesa com o recém-contratado Pete Maravich (23,2 ppg) e ao lado de Walt Bellamy. Os Hawks foram derrotados pelo New York Knicks por 4-1 nos playoffs, apesar de Hudson ter uma média de 25,4 pontos, 7,0 rebotes e 3,0 assistências na série.
Para o Atlanta Hawks na temporada de 1971-72, Hudson continuou seu jogo de nível All-Star, com média de 24,7 pontos, 5,0 rebotes e 4,0 pontos, fazendo sua quarta aparição no All-Star Game consecutiva. Os Hawks foram derrotados pelo Boston Celtics nos playoffs da Conferência Leste por 4-2 com Hudson tendo médias de 25,0 pontos, 5,5 assistências e 3,5 assistências na série.
Na temporada de 1972–73, Cotton Fitzsimmons substituiu o técnico de longa data dos Hawks, Richie Guerin, que havia sido promovido a Gerente Geral. Hudson teve uma média de 27,1 pontos, 6,2 rebotes e 3,2 assistências, jogando ao lado de Maravich na quadra de defesa com suas médias de 26,1 pontos, 4,4 rebotes e 6,9 assistências. Terminando com um recorde de 46-36, o Atlanta foi novamente derrotado pelo Boston nos playoffs da Conferência Leste por 4-2. Hudson se destacou na série, tendo médias de 29,7 pontos, 7,8 rebotes e 2,8 assistências. Com Maravich marcando 2.063 pontos, ele combinou com os 2.029 pontos de Hudson, para se tornar apenas a segunda dupla de companheiros de equipe na história da NBA a ter mais de 2.000 pontos em uma única temporada. Elgin Baylor e Jerry West conquistaram o feito para o Los Angeles Lakers em 1964-65.
Hudson teve uma média de 25,4 pontos, 5,4 rebotes, 3,3 assistências e 2,5 roubos de bola na temporada de 1973-74, com os Hawks tendo um recorde de 37-47 e não indo para os playoffs. Hudson perdeu 17 jogos devido a lesão e foi selecionado para o seu sexto All-Star Game consecutivo.
Na temporada de 1974-75, as lesões limitaram Hudson a 11 jogos, nos quais ele teve uma média de 22,0 pontos, 4,3 rebotes e 3,6 assistências aos 30 anos. Atlanta trocou Maravich e terminou com um recorde de 31-51.
Em suas duas últimas temporadas em Atlanta, Hudson teve médias de 17,0 e 16,7 pontos, jogando alguns minutos a menos por jogo. Atlanta não foi para os playoffs em ambas as temporadas.

### Los Angeles Lakers (1977-1979)
Em 30 de setembro de 1977, Hudson foi negociado pelo Atlanta Hawks para o Los Angeles Lakers em troca de Ollie Johnson.
Nas duas temporadas com os Lakers, Hudson teve uma média de 11,8 pontos, 2,1 rebotes e 2,1 assistências, jogando sob o comando do técnico Jerry West e ao lado dos membros do Hall da Fama Kareem Abdul Jabbar, Adrian Dantley e Jamaal Wilkes, além de Norm Nixon, Ron Boone e um jovem Michael Cooper.
Ele teve uma média de 13,7 pontos, 2,3 rebotes e 2,4 assistências na temporada de 1977-78, com os Lakers terminando com um recorde de 45-37 e perdendo para o Seattle SuperSonics nos playoffs da Conferência Oeste.
Em sua última temporada, 1978-79, Hudson teve uma média de 9,8 pontos e o Lakers perdeu para o eventual campeão da NBA, Seattle, nas semifinais da Conferência Oeste, depois de derrotar o Denver Nuggets por 2-1 na série anterior.

### Conquistas profissionais
Hudson foi seis vezes selecionado para o All-Star Game, todas com os Hawks (que se mudou para Atlanta em 1968), e ganhou o apelido de "Sweet Lou" por seu arremesso suave e eficaz.
O número da camisa de Hudson foi aposentado tanto pelo Atlanta Hawks quanto pela Universidade de Minnesota.
Se aposentando após a temporada de 1978-79, Hudson marcou 17.940 pontos em 13 temporadas. Ele teve média de 20,2 pontos, 4,4 rebotes, 2,7 assistências e 1,4 roubos de bola por jogo em 890 jogos. Ele era o 12º maior artilheiro de todos os tempos na história da NBA na época de sua aposentadoria.
Hudson teve um desempenho ainda melhor nos playoffs da NBA. Ele teve média de 21,3 pontos, 5,2 rebotes e 2,7 assistências em 61 jogos de playoffs.

## Vida pessoal
Depois que sua carreira na NBA terminou em 1979, Hudson vendeu equipamentos para restaurantes em Atlanta e trabalhou brevemente na rádio do Atlanta Hawks.
Hudson apareceu no filme de basquete "The Fish That Saved Pittsburgh" em 1979.
Em 1984, Hudson mudou-se para Park City, Utah, onde se tornou um investidor imobiliário e serviu no conselho municipal de Park City no início de 1990. Acredita-se que Hudson tenha sido a primeira autoridade eleita afro-americana em Utah, onde suas placas de campanha tinham o slogan "Sweet Lou for You".
Ele criou uma liga de basquete recreativa onde atuou como técnico por 20 anos, antes de sofrer um derrame em uma pista de esqui de Park City em fevereiro de 2005.
Hudson fez aparições públicas como um "embaixador" da organização "Power to End Stroke".
“Eu gostava de jogar”, disse Hudson ao The New York Times em 2004. “Eu era uma pessoa leal à equipe. Eu saía todas as noites e jogava o melhor que podia porque gostava de basquete. As fichas caíram onde caíram e não tenho problema com onde caíram. Caras que ganharam campeonatos, eu digo a eles: 'Vocês ganharam um campeonato, mas ainda não eram tão bons quanto eu.' ”
Dominique Wilkins disse: “Ele deveria ser um Hall of Fame, e é incrível para mim que ele não seja. Ele era um dos melhores arremessadores e isso é fato. Você volta e olha para a carreira dele e olha os números e vê o que ele fez e você entende. ”
O filho de Hudson, Lou, Jr. morreu repentinamente em 1996, aos 18 anos. Ele morreu de um coágulo sanguíneo no pulmão após reclamar de dor na região das costelas após um jogo de basquete no colégio.
Em 2014, Hudson morreu após um derrame, aos 69 anos. Ele deixou sua esposa, Mardi, e filha, Adrienne, de um casamento anterior.

## Honras
- Hudson foi introduzido no Hall da Fama dos Esportes da Carolina do Norte em 1988.[55]
- Em 1991, Hudson foi introduzido no M Club Hall of Fame da Universidade de Minnesota.[9]
- A camisa 14 de Hudson foi aposentada pela Universidade de Minnesota em 1994.
- O número 23 de Hudson foi aposentado pelo Atlanta Hawks.[56]
- Em 2002, Hudson foi introduzido no Georgia Sports Hall of Fame.
- Em 2003, Hudson foi nomeado "Humanitário do Ano" pelo XNBA, a associação de jogadores aposentados da NBA.[57]
- Hudson foi introduzido no Atlanta Sports Hall of Fame em 2007.

## Estatísticas

### NBA

#### Temporada regular
| Ano      | Equipe      | PJ  | PT | MPJ  | AP   | LL   | RT  | AS  | BR  | TO  | PPJ  |
| -------- | ----------- | --- | -- | ---- | ---- | ---- | --- | --- | --- | --- | ---- |
| 1966–67  | St. Louis   | 80  | –  | 30.6 | .467 | .706 | 5.4 | 1.2 | –   | –   | 18.4 |
| 1967–68  | St. Louis   | 46  | –  | 21.0 | .454 | .732 | 4.2 | 1.4 | –   | –   | 12.5 |
| 1968–69  | Atlanta     | 81  | –  | 35.4 | .492 | .777 | 6.6 | 2.7 | –   | –   | 21.9 |
| 1969–70  | Atlanta     | 80  | –  | 38.6 | .531 | .824 | 4.7 | 3.5 | –   | –   | 25.4 |
| 1970–71  | Atlanta     | 76  | –  | 41.0 | .484 | .759 | 5.1 | 3.4 | –   | –   | 26.8 |
| 1971–72  | Atlanta     | 77  | –  | 39.5 | .503 | .812 | 5.0 | 4.0 | –   | –   | 24.7 |
| 1972–73  | Atlanta     | 75  | –  | 40.4 | .477 | .825 | 6.2 | 3.4 | –   | –   | 27.1 |
| 1973–74  | Atlanta     | 65  | –  | 39.8 | .500 | .836 | 5.4 | 3.3 | 2.5 | 0.4 | 25.4 |
| 1974–75  | Atlanta     | 11  | –  | 34.5 | .431 | .842 | 4.3 | 3.6 | 1.2 | 0.2 | 22.0 |
| 1975–76  | Atlanta     | 81  | –  | 31.6 | .472 | .814 | 3.7 | 2.6 | 1.5 | 0.2 | 17.0 |
| 1976–77  | Atlanta     | 58  | –  | 30.1 | .456 | .840 | 2.2 | 2.7 | 1.2 | 0.3 | 16.7 |
| 1977–78  | L.A. Lakers | 82  | –  | 27.8 | .497 | .774 | 2.3 | 2.4 | 1.1 | 0.2 | 13.7 |
| 1978–79  | L.A. Lakers | 78  | –  | 21.6 | .517 | .887 | 1.8 | 1.8 | 0.7 | 0.2 | 9.8  |
| Carreira | Carreira    | 890 | –  | 33.5 | .489 | .797 | 4.4 | 2.7 | 1.4 | 0.3 | 20.2 |
| All-Star | All-Star    | 6   | 3  | 16.5 | .426 | .933 | 2.2 | 1.0 | 0.0 | 0.2 | 11.0 |

#### Playoffs
| Ano      | Equipe      | PJ | MPJ  | AP   | LL    | RT  | AS  | BR  | TO  | PPJ  |
| -------- | ----------- | -- | ---- | ---- | ----- | --- | --- | --- | --- | ---- |
| 1967     | St. Louis   | 9  | 35.2 | .430 | .721  | 5.3 | 1.7 | –   | –   | 22.6 |
| 1968     | St. Louis   | 6  | 30.2 | .444 | .894  | 7.2 | 2.3 | –   | –   | 21.7 |
| 1969     | Atlanta     | 11 | 38.5 | .468 | .769  | 5.4 | 2.9 | –   | –   | 22.0 |
| 1970     | Atlanta     | 9  | 40.0 | .417 | .820  | 4.4 | 3.7 | –   | –   | 21.9 |
| 1971     | Atlanta     | 5  | 42.6 | .454 | .744  | 7.0 | 3.0 | –   | –   | 25.4 |
| 1972     | Atlanta     | 6  | 44.3 | .453 | .828  | 5.5 | 3.5 | –   | –   | 25.0 |
| 1973     | Atlanta     | 6  | 42.5 | .458 | .897  | 7.8 | 2.8 | –   | –   | 29.7 |
| 1978     | L.A. Lakers | 3  | 31.0 | .368 | .875  | 3.0 | 3.0 | 1.7 | 0.0 | 11.7 |
| 1979     | L.A. Lakers | 6  | 15.0 | .531 | 1.000 | 0.7 | 0.2 | 0.2 | 0.0 | 6.3  |
| Carreira | Carreira    | 61 | 36.0 | .446 | .804  | 5.2 | 2.7 | 0.7 | 0.0 | 21.3 |

### Universitário
| Ano      | Equipe    | PJ | AP   | LL   | RT   | PPJ  |
| -------- | --------- | -- | ---- | ---- | ---- | ---- |
| 1963-64  | Minnesota | 24 | .439 | .624 | 8.0  | 18.1 |
| 1964-65  | Minnesota | 24 | .499 | .780 | 10.3 | 23.3 |
| 1965-66  | Minnesota | 17 | .472 | .649 | 8.1  | 19.8 |
| Carreira | Carreira  | 65 | .470 | .698 | 8.9  | 20.4 |

Fonte: